# 885 Ulrike
A 885 Ulrike (ideiglenes jelöléssel 1917 CX) a Naprendszer kisbolygóövében található aszteroida. Szergej Beljavszkij fedezte fel 1917. szeptember 23-án.